# موشک اریکس

اریکس یک موشک ضد تانک هدایت‌شونده سیمی پیشرفته فرانسوی است که توسط MBDA فرانسه ساخته‌شده و توسط MKEK تحت مجوز ساخته شده‌است. این سلاح می‌تواند در مقابل مخازن و پناهگاه‌ها مورد استفاده قرار گیرد. این موشک همچنین دارای قابلیت لازم در نقش ضدهوایی برای ساقط کردن هلیکوپترهاو هواپیماهای ارتفاع پایین به دلیل دارا بودن سیستم هدایت سیمی است. در سال ۱۹۸۹ توافق‌نامه‌ای بین دولت‌های فرانسه و کانادا برای تولید سیستم موشکی اریکس منعقد شد.
این موشک در سال ۱۹۹۴ وارد خدمت ارتش فرانسه شد و در آینده با موشک AT4 F2 جایگزین خواهد شد.

## توسعه

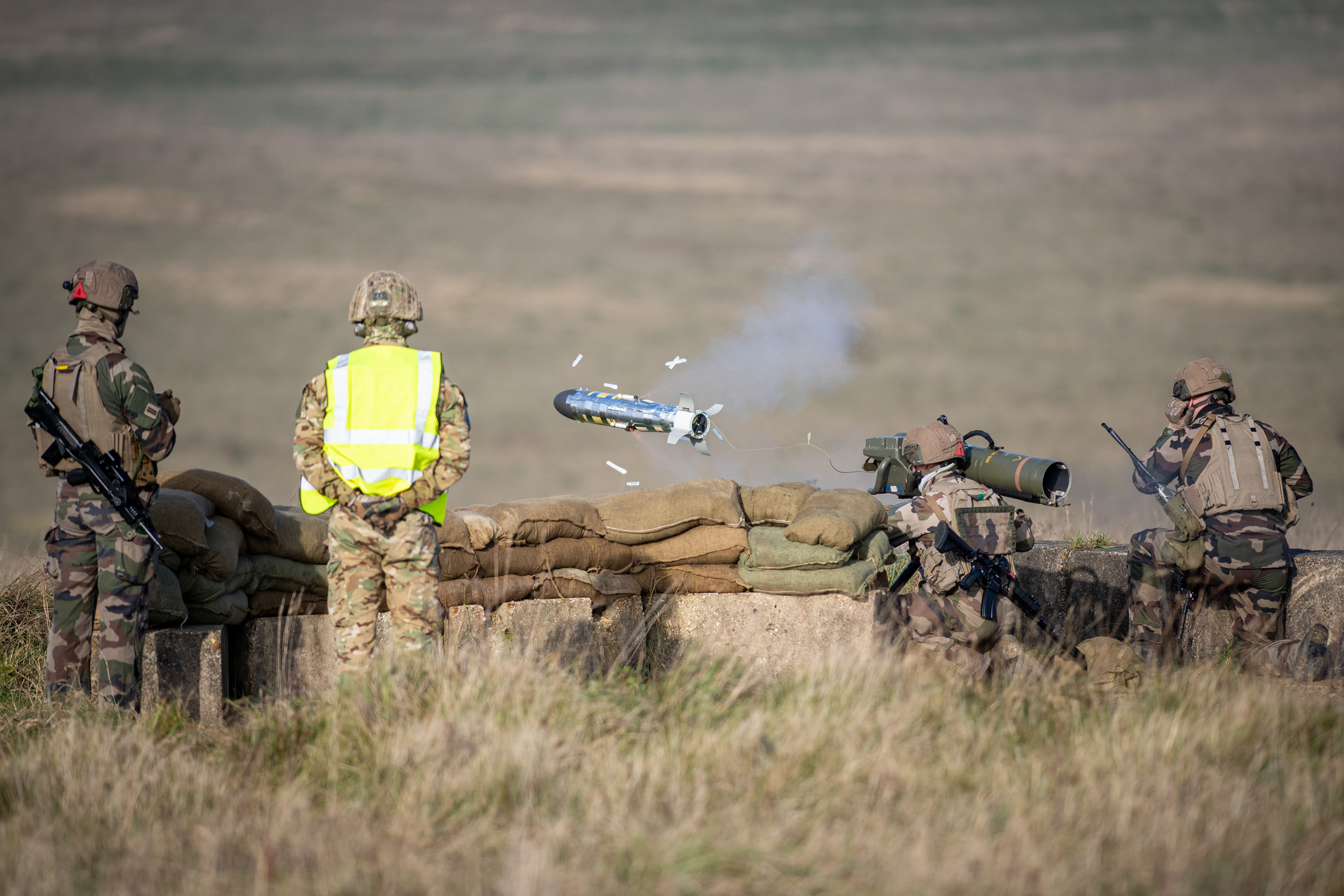
شلیک اریکس در طول تمرین فرانسوی-بریتانیایی در دشت سالزبری در سال ۲۰۲۰

اریکس به عنوان پروژه‌ای در اواخر دهه ۱۹۷۰ توسط وزارت دفاع فرانسه برای جایگزین کردن راکت L-RAC در ارتش فرانسه آغاز شد. این طرح برای یک سلاح ضد تانک کم هزینه بود که می‌توانست هر تانک جنگی موجود یا تانک‌های نسل آینده را در حداکثر محدوده ۶۰۰ متر با دقت قابل‌توجه، از جمله در روزهای طوفانی، شکست دهد.
اولین نمونه برای آزمایش در سال ۱۹۸۲ به وزارت دفاع فرانسه تحویل داده شد.
در اوایل سیستم از یک نسخه کوچک شده از سیستم ردیابی و هدایت MILAN استفاده می‌کرد، اما در آزمایش‌های شرایط صحرایی مشخص شد که هم از نظر فنی و هم از نظر هزینه غیرعملی است.
در سال ۱۹۸۹، فرانسه و کانادا یک سرمایه‌گذاری مشترک برای تولید مشترک موشک اریکس امضا کردند. شرکتی کانادایی نوعی تصویر ساز حرارتی را برای غلاف موشک اریکس توسعه داد.

## شرح
این موشک با استفاده از یک موتور با قدرت بسیار کم که در دم قرار دارد از لوله پرتاب خود به بیرون پرتاب می‌شود. موتور پرتاب سوختگی خود را قبل از خروج از غلاف کامل می‌کند و از شلیک کننده در برابر سوختن محافظت می‌کند. پس از عبور موشک از فاصله ایمن، موتور اصلی موشک مشتعل می‌شود تا زمانی که به هدف برخورد کند یا به حداکثر برد خود یعنی ۶۰۰ متر برسد. موتور اصلی موشک در وسط بدنه با دو اگزوز در کناره قرار دارد (مشابه موشک ضد تانک BGM-71 TOW ایالات متحده). بر خلاف اکثر موشک‌های ضد تانک هدایت سیمی، اریکس با سرعت نسبی کم تقریباً ۲۴۰ متر در ثانیه در حداکثر برد خود رانده می‌شود. این موشک در حین پرواز توسط دو پره واقع در وسط بدنه هدایت می‌شود که در برابر رانش موتور اصلی موشک عمل می‌کند. همان‌طور که موشک به آرامی می‌چرخد، واحدهای پرتاب سیگنال‌هایی را ارسال می‌کنند که دستور اصلاح توسط یکی از دو پره را می‌دهند تا در برابر رانش موتور موشک حرکت کنند. به عنوان مثال، اگر موشک باید به سمت چپ حرکت کند، پره بردار رانش سمت راست در زمان مناسب فعال می‌شود. علاوه بر این، "پرتاب نرم" چیزی است که اریکس را قادر می‌سازد از فضاهای محدود شلیک شود (مثلاً ساختمان‌ها) و باعث ایجاد امضای پرتاب عظیمی نشود که موقعیت شلیک کننده‌های اریکس را برای آتش متقابل خصمانه نشان دهد. Aérospatiale ادعا می‌کند که این ویژگی "پرتاب نرم" به تیم ضد تانک اریکس این امکان را می‌دهد که به‌طور مؤثر در جنگ شهری ضد تانک استفاده شود.

## خدمات رزمی
با شروع تولید در سال ۱۹۹۴، اریکس تا سال ۲۰۰۸ در صحنه نبرد آزمایش نشده بود. در حالی که اریکس تجربه قابل توجهی نداشت، مستقر در افغانستان و عملیات حفظ صلح سازمان ملل بوده‌است. نیروهای کانادایی اریکس را در افغانستان مستقر کرده‌اند، اما به جز تصویرگر حرارتی Mirabel، موشک اریکس هرگز در عملیات‌ها استفاده نشده‌است. نیروهای فرانسوی اریکس را در افغانستان استفاده کردند به عنوان مثال در نبرد الاسی سال ۲۰۰۹. در اوایل سال ۲۰۱۳، تصاویری از اریکس که در عملیات ارتش فرانسه در مالی استفاده می‌شد، ظاهر شد. اریکس همچنین درعملیات سانگاریس در جمهوری آفریقای مرکزی در سال ۲۰۱۳ استفاده شد.
در طول جنگ داخلی یمن، اریکس توسط نیروهای سعودی علیه نیروهای حوثی مورد استفاده قرار گرفت.

## کاربران

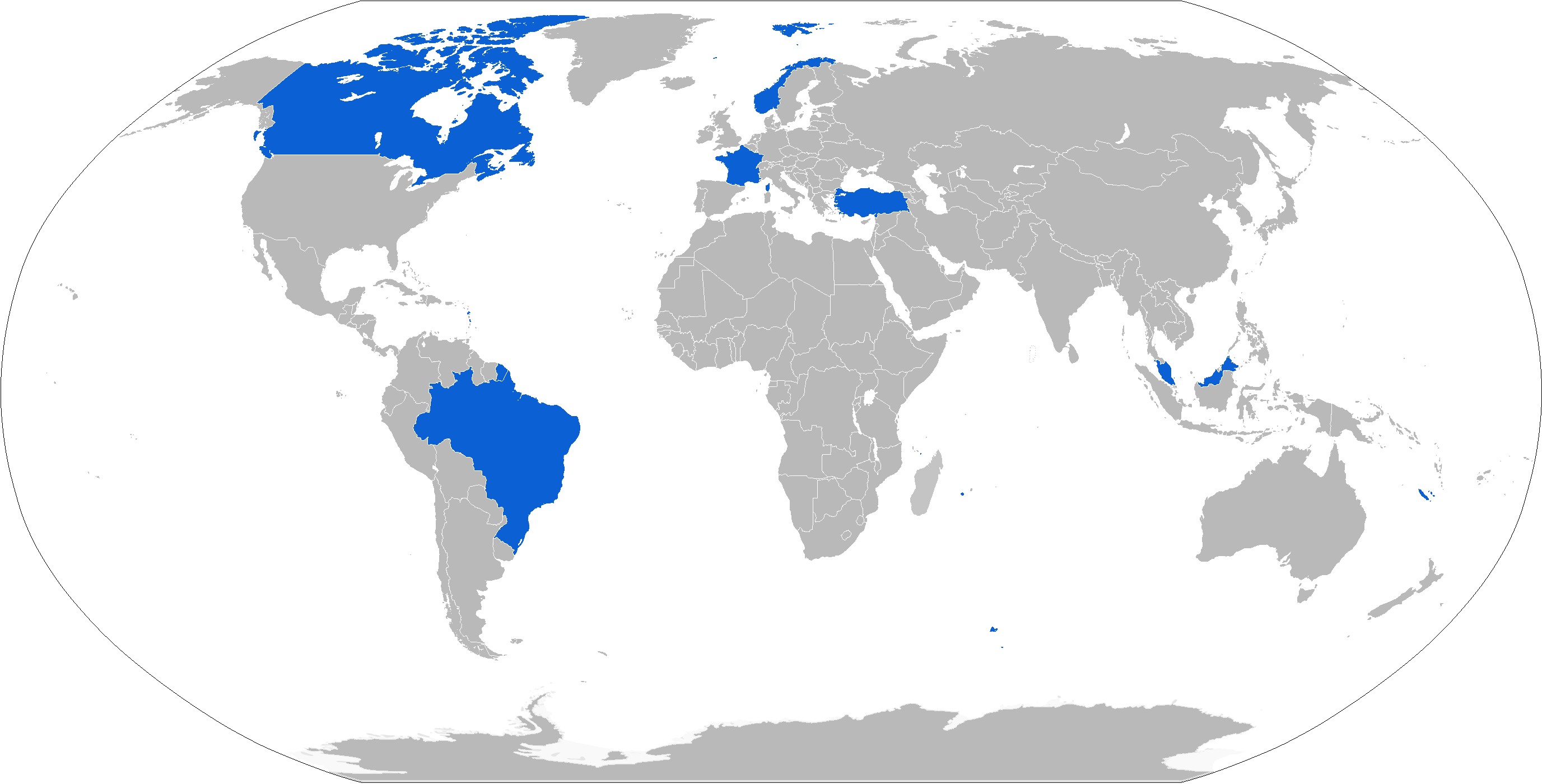
نقشه کاربران اریکس به رنگ آبی

### کاربران فعلی
- برزیل
- چاد
- فرانسه: 12000 موشک سفارش داده شد که در حدود ۷۰۰ تیر آن شلیک شده
- مالزی

- ترکیه:تولید شده تحت مجوز توسط MKEK
- عربستان سعودی[۳][۴]

### کاربران سابق
- نروژ:در حدود ۴۲۴ پرتابگر با ۷۲۰۰ موشک
- کانادا

- ارتش کانادا: ۴۳۵ پرتابگر و ۴۵۰۰ موشک. تا سال ۲۰۱۶ از خدمت خارج شد.